# Lilltjärnen (Älvsby socken, Norrbotten, 730968-170586)
Lilltjärnen är en sjö i Älvsbyns kommun i Norrbotten och ingår i Piteälvens huvudavrinningsområde. Lilltjärnen ligger i Piteälven Natura 2000-område.